# Kanshin-ji

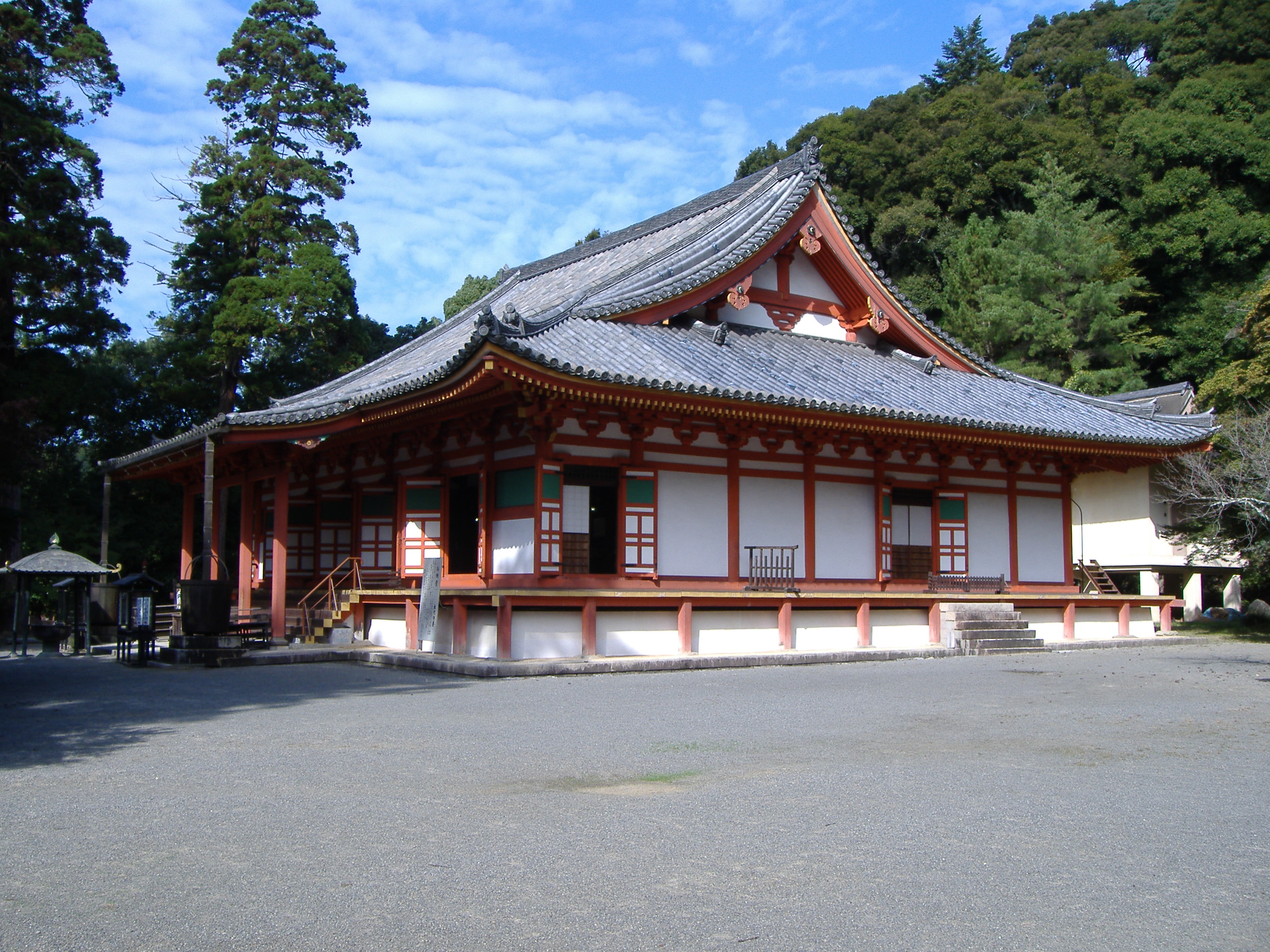
Haupthalle, Eingang linke Seite

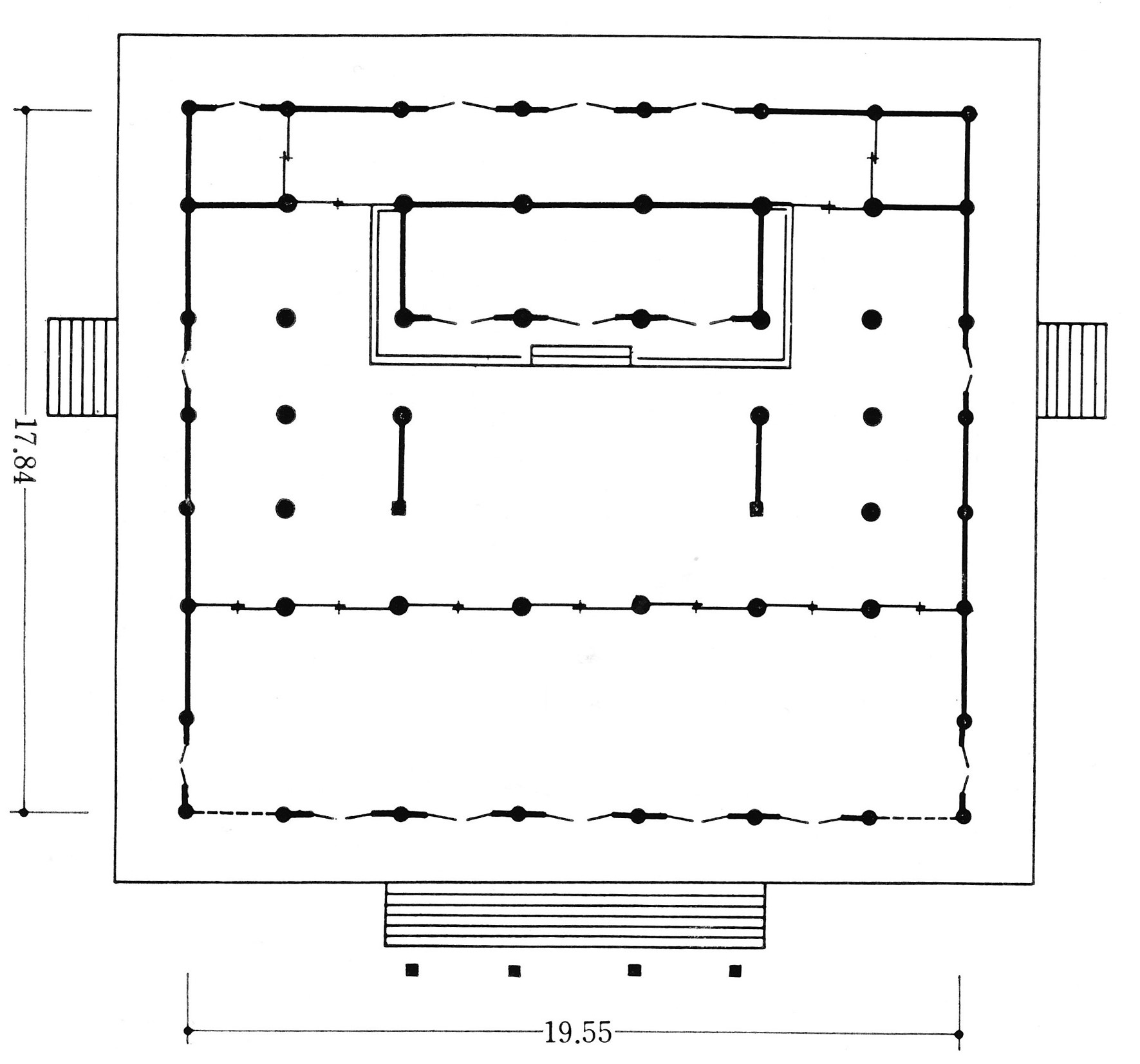
Haupthalle, Plan

Der Kanshin-ji (japanisch 歓心寺) ist ein Tempel der Shingon-Richtung des Buddhismus in den Bergen am Ostrand der japanischen Stadt Kawachinagano in der Präfektur Osaka.

## Geschichte
Der Überlieferung nach soll der Tempel im Jahr 701 von En no Ozuno (役小角) mit dem Namen Unshin-ji (雲心寺) errichtet worden sein. 808 kam Priester Kūkai, um schlechter Vorsehung zu entgehen, hierher und errichtete sieben Sternhügel des Großen Wagen für deren Verehrung. Im Jahr 815 fertigte er die Nyoirin-Kannon und gab dem der Tempel nun den Namen Kanshin-ji. Sein großer Schüler Jichie (実恵) legte mit seinem Schüler Shinshō (真昭) das Tempelgelände mit seinen Bauten an. Um das Jahr 836 besaß der Tempel neben 1500 Chōbu (町歩), das knapp 1500 Hektar an Wald und Felder im Landkreis Ishikawa.
Ab der mittleren Kamakura-Zeit gehörte der Tempel zum Daikaku-ji, und zur Zeit des Namboku-chō wurde der Tempel zum Gebetstempel des dortigen Tennō. So diente der Untertempel Sōji-in (総持院) ab 1359 als eine Art Nebenresidenz (行在所 anzaisho) für Kaiser Go-Murakami. Man nimmt an, dass der Sōji-in sich dort befunden hat, wo heute ein Teich ist. Ein Gedenkstein am Teichrand erinnert daran. Auch zum kaisertreuen Kusunoki-Klan waren die Beziehungen zum Tempel eng.

## Die Anlage
Die Tempel-Anlage ist die älteste innerhalb der Präfektur Osaka und die einzige innerhalb der Minamikawauchi-Gegend, die Nationalschätze aufweisen kann. Der Tempel wurde am Südhang einer Anhöhe über einem Bachtal errichtet und ist durch Treppen erschlossen.
Das wichtigste Gebäude ist die Haupthalle. Sie stammt aus der Heian-Zeit, ihre äußere Gestaltung jedoch aus der Zeit um 1334. Sie ist fast quadratisch mit einer Seitenlänge von 20 × 18 m. Sie ist umgeben von einer Reihe von kleineren Gebäuden, worunter sich auch der niedrige Glockenturm (鐘堂 shōdō) befindet. Auf halber Höhe befindet sich das Abtquartier (本坊 honbō), oben am Westrand das Schatzhaus (霊宝館 Reihō-kan).

## Schätze des Tempels

### Nationalschätze

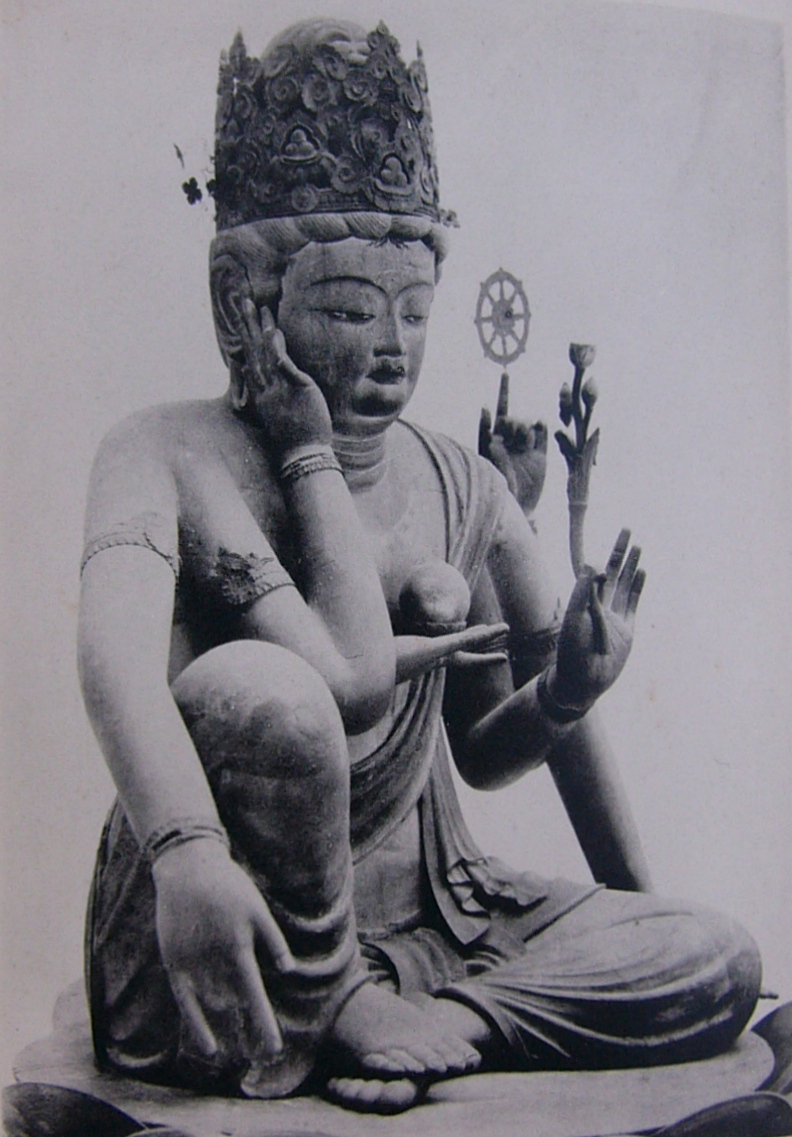
Nyoirin Kannon

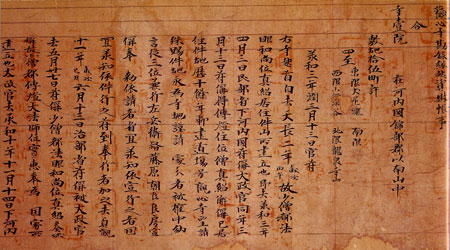
Entstehungsgeschichte

- Die heutige Haupthalle (金堂 kondō) stammt aus dem 14. Jahrhundert und ist als Nationalschatz registriert. Sie verbindet Strukturelemente der verschiedenen Baustile und gilt als bestes Beispiel für den daraus gebildeten „Gemischten Stil“ (折衷様 setchū-yō) im japanischen Tempelbau.
- Die Nyoirin Kannon (如意輪観音), 12. Jahrhundert, ebenfalls Nationalschatz, wird hier sitzend dargestellt. Die Nyoirin Kannon (Sanskrit: Cintāmaṇic-akra) wird meist mit sechs Armen dargestellt, die den Reichtum ihrer Gnadengaben symbolisieren. In einer der linken Hände hält sie das „Rad des Gesetzes“ (Sanskrit: dharmacakra) hoch, in der rechten Hand hält sie eine Kugel. Die Statue wird jedes Jahr nur am 17. und 18. April der Öffentlichkeit zugänglich gemacht. – Die 1939 im Rahmen der „Ausstellung Altjapanischer Kunst“ in Berlin ausnahmsweise ausgestellte Nyoirin Kannon des Kanshin-ji ist kleiner. Sie wird im Katalog fälschlich als „Kokuhō“ – „Nationalschatz“ bezeichnet.[2]
- Entstehungsgeschichte des Tempels (観心寺縁起資財帳 Kanshinji engi shizai chō).

### Wichtige Kulturgüter
Zu den Wichtigen Kulturgütern des Tempels gehören:
- der Schutzschrein (鏡守堂 Chinju-dō), auch Kariteiboten-dō (訶梨帝母天堂) genannt, ist ein kleiner Schrein von 1 Ken Breite (1,80 m) im Kasuga-Stil, mit ausladendem Dach, das mit dünnen Zypressenschindeln (檜皮葺 hiwada-buki) gedeckt ist. Der Schrein steht für den Schutz des Tempels durch die Shintō-Gottheiten. Das derzeitige Gebäude stammt aus der Momoyama-Zeit.
- die Unvollendete Pagode (立掛塔 Tatekake-tō) wurde von Kusunoki Masashige begonnen, blieb aber wegen seines Todes unvollendet.

## Sonstiges
- Auf dem Tempelgelände befinden sich um die Haupthalle herum sieben von Kūkai angelegte Erdhügel (星塚 seizuka), die die sieben Sterne des Großen Bären symbolisieren.
- Das Grab des Kusunoki Masashige, der zur Zeit der Spaltung des Kaiserhauses im 14. Jahrhundert für den Südhof gekämpft hatte, befindet sich oben auf dem Tempelgelände. Masashige wird dort auch mit einem Reiterdenkmal am Eingang geehrt.